# Jhva Elohim Meth
Jhva Elohim Meth — мини-альбомная версия демозаписи шведской метал-группы Katatonia Jhva Elohim Meth. Группа призналась в документальном фильме в честь 20-летнего юбилея, который входил в концертный альбом Last Fair Day Gone Night, что в названии записи используется слово «Иегова», но они не могли вспомнить, как правильно оно произносится.
Композиция «Without God» не является той же самой версией, которая позже появилась на альбоме группы 1993 года Dance of December Souls.

## Список композиций
1. «Midwinter Gates (Prologue)» — 0:43
2. «Without God» — 6:52
3. «Palace of Frost» — 3:40
4. «The Northern Silence» — 4:00
5. «Crimson Tears (Epilogue)» — 1:56

## Участники записи
Группа
- Йонас Ренксе — ударные, вокал и лирика
- Андерс Нюстрём — электрическая и акустическая гитары, бас-гитара и музыка

Дополнительные музыканты
- Дан Сванё — весь акустический вокал, клавишные, сведение и инжиниринг